# Euscelidius variegatus

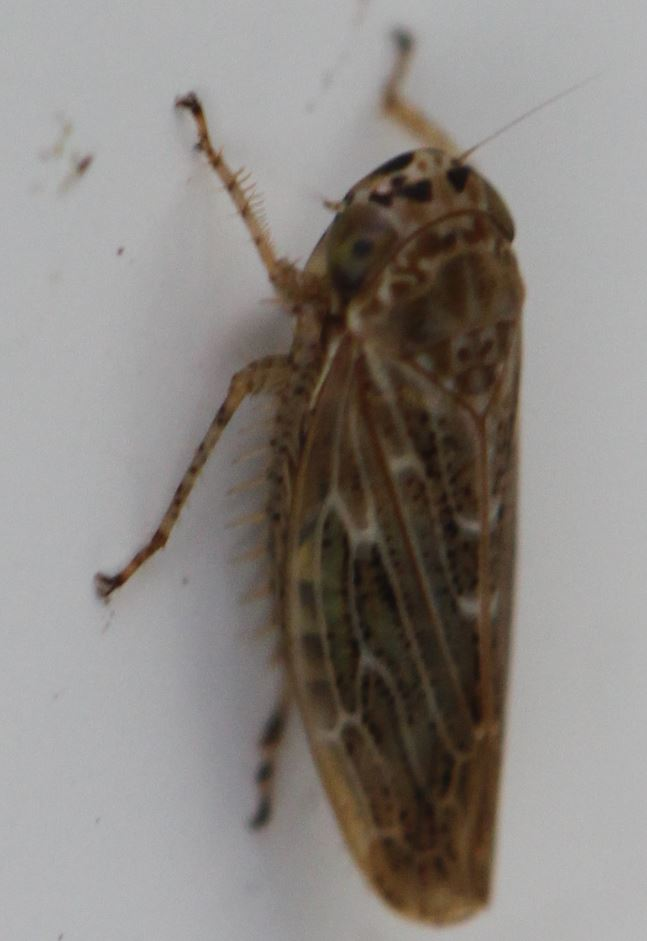
Euscelidius cf. variegatus – Seitenansicht

Euscelidius variegatus, auch Bunte Brachzirpe genannt, ist eine Zwergzikade aus der Unterfamilie der Zirpen (Deltocephalinae).

## Merkmale
Die männlichen Zikaden werden 3,9–4,5 mm lang, die Weibchen 4,1–5,5 mm. Die hellbraun gefärbten Zikaden weisen an Kopf, Pronotum und Scutellum eine charakteristische dunkle Musterung auf. Die Hemielytren sind von zahlreichen schwarzen kleinen Punkten übersät. Die Flügeladern sind weiß gefärbt.

## Vorkommen
Die Art ist in der Paläarktis heimisch. Sie ist in Europa weit verbreitet. Die Art wurde nach Nordamerika eingeschleppt. Sie kommt dort an der Westküste der Vereinigten Staaten sowie in Utah vor. Der erste Nachweis in Nordamerika gelang 1947 in Kalifornien.

## Lebensweise
Die Zikadenart bildet eine Generation pro Jahr. Die Zikaden saugen an einer Vielzahl von Pflanzen, darunter Reis, Gerste, Mais, Zuckerrohr, Weizen, Sorghum, Obstbäume, Wein, Tomaten und Kartoffeln.

## Schadwirkung
Die Zikadenart gilt als Überträger des  Bakterienstammes Candidatus Phytoplasma asteris (16SrIII-A), der die Pflanzenkrankheit Aster yellows („Vergilbung von Astern“) verursacht.

## Taxonomie
In der Literatur gibt es folgende Synonyme:
- Athysanus variegatus Kirschbaum, 1858
- Athysanus doderi Ferrari, 1888
- Athysanus duplex Rey, 1894
- Athysanus irroratus Scott, 1875
- Athysanus maculosus Rey, 1891
- Euscelis variegatus Kirschbaum, 1858